# Estação de La Fuente de San Esteban-Boadilla
La Fuente de San Esteban-Boadilla é uma estação ferroviária situada no município espanhol de La Fuente de San Esteban, na província de Salamanca, comunidade autónoma de Castilla e León. Historicamente constituiu um importante nó ferroviário, onde confluían as linhas Salamanca-Vilar Formoso e La Fuente de San Esteban-Barca d'Alva. O fechamento desta última, em 1985, supôs que a estação perdesse importância. Na atualidade não dispõe de serviços de passageiros e suas instalações cumprem funções logísticas. 